# Love and Honor (film 2013)
Love and Honor è un film del 2013 diretto da Danny Mooney. 
Film romantico basato sulla storia vera di un soldato del Michigan, durante la guerra del Vietnam.

## Trama
È il 1969, Dalton Joiner è un giovane e capace soldato che si trova in Vietnam. La sua ragazza, Jane, decide di lasciarlo, così in seguito ad una licenza di una settimana Dalton giura di tornare a casa di nascosto per riconquistarla. Il suo migliore amico, Mickey Wright, decide di andare con lui. Devono tornare negli Stati Uniti, far cambiare idea a Jane e tornare in guerra senza essere scoperti.
Dalton rintraccia Jane e scopre che ora si fa chiamare Juniper, ed è membro di un gruppo di attivisti contro la guerra di cui fa parte anche Candace. I due soldati fingono di essere assenti ingiustificati e per questo sono ammirati dal gruppo di June fino a quando si scopre che hanno mentito.
I due ragazzi scopriranno il vero significato di amore, onore e impegno.